# 巴里理工大学

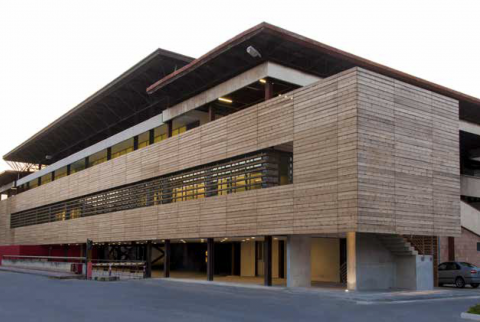
教学楼之一

巴里理工大学 (意大利语: Politecnico di Bari) 是意大利的一所国立理工大学，位于普利亚大区首府巴里。它成立于1990年，是意大利四所国立理工大学之一 (另三所是米兰理工大学、都灵理工大学和马尔凯理工大学) ，它是意大利南部唯一的理工大学，为解决南意大利工程技术人才不足的情况而设立。2018年注册学生数10072人。

## 校徽
巴里理工大学的纹章以蒙特城堡的平面图为背景，中央是一只双身狮子，复制自圣尼古拉大教堂地下室柱头的浮雕，下方标明了学校的创建年份。这个标志被两个同心且大小相等的正方形包围，两个正方形相互偏转45度，重叠形成一个八边形，围绕着城堡的平面图。此外，这两个正方形还形成了一个八角星，象征着风玫瑰。整个标志由一个圆形环带包围，环带上标有大学的名称和格言"de' remi facemmo ali" (意为"我们将船桨变成翅膀") ，取自但丁的《神曲·地狱篇》。

## 院系设置
- 电气和信息工程系 (DEI)
- 物理系，以米开朗基罗·梅林 (Michelangelo Merlin) 命名 (与巴里大学合办)
- 土木、环境、区域、建筑和化学工程系 (DICATECh)
- 机械、数学和管理系 (DMMM)
- 土木工程和建筑学系 (DICAR)